# Тихая Слобода
Тихая Слобода — коттеджный посёлок и жилмассив на территории Ленинского района Уфы рядом с районом Затон.
Почтовый индекс — 450017
Названия улиц официально появились 29 ноября 1995 г. (Решение Президиума Уфимского городского Совета РБ от 29.11.95 № 10/20 «О наименовании улиц и переулков в жилом массиве „Тихая Слобода“ Ленинского района г. Уфы»:
- ул. Арбатская
- ул. Вьюжная
- ул. Затонская
- ул. Зеленоградская
- ул. Зеленодольская
- Камаринский тупик
- ул. Красноталовая
- ул. Лазоревая
- ул. Старичная
- ул. Тихослободская
- ул. Троицкая